# Dumaniw
Dumaniw (ukr. Думанів) – wieś na Ukrainie, w obwodzie chmielnickim, w rejonie kamienieckim, w hromadzie Humenci. W 2001 roku liczyła 897 mieszkańców.
W 1867 roku we wsi urodził się Mariusz Zaruski – pionier polskiego żeglarstwa i wychowania morskiego, generał brygady Wojska Polskiego, taternik.